# Sân bay Port Lincoln
Sân bay Port Lincoln (IATA: PLO, ICAO: YPLC) là một sân bay phục vụ Port Lincoln, một thành phố ở tiểu bang của Nam Úc của Úc. Sân bay có cự ly 10 km (6 dặm) phía bắc của Port Lincoln, gần thị trấn North Shields.. Sân bay này thuộc sở hữu và điều hành bởi Hội đồng quận bán đảo Lower Eyre bán đảo. Đây là sân bay bận thứ nhì ở Nam Úc trong thời gian 2009/10, với 168.147 lượt hành khách được phục vụ.

## Hãng hàng không và tuyến bay
| Hãng hàng không               | Các điểm đến |
| ----------------------------- | ------------ |
| Qantas operated by QantasLink | Adelaide     |
| Regional Express Airlines     | Adelaide     |